# 얀 디스마스 젤렌카
얀 디스마스 젤렌카(Jan Dismas Zelenka, 1679년 10월 16일 ~ 1745년 12월 23일)은 바로크 시대의 작곡가이자 연주가이다. 화성적 독창성과 대위법의 사용에 있어 높은 평가를 받는다.
중앙보헤미아 지역에서 자라 프라하와 빈에서 수학하였으며, 드레스덴에서 창작활동을 이어갔다. 1723년 카를 6세의 대관식 이후 황제의 참관하에 《평화의 올리브나무와 미덕의 종려나무 아래 ZWV 175》(Sub olea pacis et palma virtutis)가 연주되기도 하였다.
요한 제바스티안 바흐로부터 인정받은 작곡가로, 젤렌카의 《성모 마리아 송가 ZWV 108》는 바흐가 칸토르로 근무하던 성 토마스 교회에서 연주되기도 했다. 이외에도 당대 작곡가인 게오르크 필리프 텔레만, 요한 게오르크 피젠델, 실비우스 레오폴트 바이스와 친분을 가졌으며, 신교에는 바흐가 있었다면 구교에는 젤렌카가 있다는 평가를 받는다.